# Орид
Орид је насеље у Србији у општини Шабац у Мачванском округу. Према попису из 2022. било је 18 становника (према попису из 2002. било је 192 становника).
Овде се налази Црква Успења Пресвете Богородице у Ориду.

## Демографија
У насељу Орид живи 150 пунолетних становника, а просечна старост становништва износи 39,4 година (40,0 код мушкараца и 38,8 код жена). У насељу има 60 домаћинстава, а просечан број чланова по домаћинству је 3,20.
Ово насеље је великим делом насељено Србима (према попису из 2002. године).
|  |

| Демографија | Демографија | Демографија |
| Година      | Становника  | Становника  |
| ----------- | ----------- | ----------- |
| 1948.       | 72          |             |
| 1953.       | 66          |             |
| 1961.       | 91          |             |
| 1971.       | 161         |             |
| 1981.       | 187         |             |
| 1991.       | 245         | 243         |
| 2002.       | 192         | 198         |

| Етнички састав према попису из 2002.‍ | Етнички састав према попису из 2002.‍ | Етнички састав према попису из 2002.‍ | Етнички састав према попису из 2002.‍ | Етнички састав према попису из 2002.‍ |
| ------------------------------------ | ------------------------------------ | ------------------------------------ | ------------------------------------ | ------------------------------------ |
|                                      |                                      |                                      |                                      |                                      |
| Срби                                 | Срби                                 |                                      | 186                                  | 96,87%                               |
| Хрвати                               | Хрвати                               |                                      | 1                                    | 0,52%                                |
| непознато                            | непознато                            |                                      | 5                                    | 2,60%                                |

| Година пописа     | 1948. | 1953. | 1961. | 1971. | 1981. | 1991. | 2002. |
| ----------------- | ----- | ----- | ----- | ----- | ----- | ----- | ----- |
| Број домаћинстава | 17    | 16    | 25    | 42    | 57    | 73    | 60    |

| Број чланова      | 1 | 2  | 3  | 4  | 5 | 6 | 7 | 8 | 9 | 10 и више | Просек |
| ----------------- | - | -- | -- | -- | - | - | - | - | - | --------- | ------ |
| Број домаћинстава | 8 | 16 | 10 | 15 | 5 | 5 | 1 | 0 | 0 | 0         | 3,20   |

| Пол    | Укупно | Неожењен/Неудата | Ожењен/Удата | Удовац/Удовица | Разведен/Разведена | Непознато |
| ------ | ------ | ---------------- | ------------ | -------------- | ------------------ | --------- |
| Мушки  | 82     | 23               | 53           | 3              | 1                  | 2         |
| Женски | 81     | 12               | 53           | 14             | 2                  | 0         |
| УКУПНО | 163    | 35               | 106          | 17             | 3                  | 2         |

| Пол    | Укупно                    | Пољопривреда, лов и шумарство | Рибарство                            | Вађење руде и камена | Прерађивачка индустрија       |
| ------ | ------------------------- | ----------------------------- | ------------------------------------ | -------------------- | ----------------------------- |
| Мушки  | 30                        | 7                             | 0                                    | 0                    | 7                             |
| Женски | 22                        | 4                             | 0                                    | 0                    | 4                             |
| УКУПНО | 52                        | 11                            | 0                                    | 0                    | 11                            |
| Пол    | Производња и снабдевање   | Грађевинарство                | Трговина                             | Хотели и ресторани   | Саобраћај, складиштење и везе |
| Мушки  | 0                         | 0                             | 2                                    | 1                    | 4                             |
| Женски | 0                         | 0                             | 3                                    | 1                    | 1                             |
| УКУПНО | 0                         | 0                             | 5                                    | 2                    | 5                             |
| Пол    | Финансијско посредовање   | Некретнине                    | Државна управа и одбрана             | Образовање           | Здравствени и социјални рад   |
| Мушки  | 0                         | 1                             | 0                                    | 2                    | 1                             |
| Женски | 2                         | 0                             | 0                                    | 3                    | 4                             |
| УКУПНО | 2                         | 1                             | 0                                    | 5                    | 5                             |
| Пол    | Остале услужне активности | Приватна домаћинства          | Екстериторијалне организације и тела | Непознато            | Непознато                     |
| Мушки  | 2                         | 0                             | 0                                    | 3                    | 3                             |
| Женски | 0                         | 0                             | 0                                    | 0                    | 0                             |
| УКУПНО | 2                         | 0                             | 0                                    | 3                    | 3                             |